# N-Acetilaspartinska kiselina
N-Acetilaspartic acid (N-acetilaspartat, NAA) je derivat aspartinske kiseline sa formulom  i molekulskom težinom 175,139.
NAA je drugi po zastupljenosti neurotransmiter u mozgu, posle glutamatne aminokiseline. On je prisutan u mozgu odraslih osoba jedino u neuronima. Sintetiše se u mitochondrijama iz aspartinske kiseline i acetil-koenzimA A.

## Literatura
- N-Acetylaspartate: A Unique Neuronal Molecule in the Central Nervous System, eds., J.R.Moffett, S.B.Tieman, D.R.Weinberger, J.T.Coyle, and M.A.Namboodiri, pp. 7–26. New York, NY: Springer Science + Business Media, 2006.
- Jung, Rex E.; Gasparovic, Charles; Chavez, Robert S.; Flores, Ranee A.; Smith, Shirley M.; Caprihan, Arvind; Yeo, Ronald A. (2009). „Biochemical Support for the "Threshold" Theory of Creativity: A Magnetic Resonance Spectroscopy Study”. The Journal of Neuroscience. 29 (16): 5319—5325. PMC 2755552 . PMID 19386928. doi:10.1523/JNEUROSCI.0588-09.2009.

## Spoljašnje veze
- Adam, M. P.; Feldman, J.; Mirzaa, G. M.; Pagon, R. A.; Wallace, S. E.; Amemiya, A.; Nagy, A.; Bley, A. E.; Eichler, F. (1993). „Canavan Disease”. . University of Washington, Seattle. PMID 20301412.